# Nijūichidaishū

Les Nijūichidaishū (二十一代集) sont un ensemble de vingt et une anthologies de poésie japonaise waka composées sur l'ordre de différents tennō. Elles sont réparties entre les Collections de huit époques (八代集, Hachidaishū), qui ont été compilées vers la fin de l'époque de Heian, et les Collections de treize époques (十三代集, Jūsandaishū), au moment de la transition vers l'époque de Kamakura. Il existe encore l'appellation moins utilisée, Collections de trois époques (三代集, Sandaishū), qui fait partie du Kokin wakashū.
En tant que « collections officielles compilées par ordre de l'empereur », (勅撰集, chokusenshū), elles se rencontrent beaucoup plus fréquemment que les collections privées non officielles (家集, kashū).
Le Shin kokin wakashū est considéré comme la dernière grande collection de waka puisque dans les siècles qui suivirent, la place du waka comme genre poétique a été irrésistiblement réduite par de nouvelles formes de versification comme le renga et le haïku.

## Vue d'ensemble
| Collection | Collection | Collection | Date de parution*                                                                                      | Compilateur                                                                                             | Nom                    | Kanji          |
| ---------- | ---------- | ---------- | --- | --- | ---------------------- | -------------- |
| 21         |            | 3          | 905 | Ki no Tomonori, Ki no Tsurayuki, Ōshikōshi no Mitsune, Mibu no Tadamine                                 | Kokin wakashū          | 古今和歌集     |
| 21         | de 951     | 3          | Ōnakatomi no Yoshinobu, Kiyohara no Motosuke, Minamoto no Shitagō, Ki no Tokibumi, Sakanoue no Mochiki | Gosen wakashū                                                                                           | 後撰和歌集             |                |
| 21         | 1000       | 3          | | Shūi wakashū                                                                                            | 拾遺和歌集             |                |
| 21         | 8          | 8          | 1086                                                                                                   | Fujiwara no Michitoshi                                                                                  | Goshūi wakashū         | 後拾遺和歌集   |
| 21         | 8          | 8          | 1124                                                                                                   | Minamoto no Shunrai                                                                                     | Kin'yō wakashū         | 金葉和歌集     |
| 21         | 8          | 8          | à 1152                                                                                                 | Fujiwara no Akisuke                                                                                     | Shika wakashū          | 詞花和歌集     |
| 21         | 8          | 8          | 1188                                                                                                   | Fujiwara no Shunzei                                                                                     | Senzai wakashū         | 千載和歌集     |
| 21         | 8          | 8          | 1205                                                                                                   | Horikawa Michitomo, Fujiwara no Ariie, Fujiwara no Teika, Asukai Masatsune, Jakuren                     | Shin Kokin wakashū     | 新古今和歌集   |
| 21         | 13         | 13         | 1232-1235                                                                                              | Fujiwara no Teika                                                                                       | Shinchokusen wakashū   | 新勅撰和歌集   |
| 21         | 13         | 13         | de 1251                                                                                                | Fujiwara no Tameie                                                                                      | Shokugosen wakashū     | 続後撰和歌集   |
| 21         | 13         | 13         | 1259-1265                                                                                              | Fujiwara no Tameie, Fujiwara no Motoie, Fujiwara no Yukiie, Fujiwara no Mitsutoshi, Fujiwara no Ieyoshi | Shokukokin wakashū     | 続古今和歌集   |
| 21         | 13         | 13         | de 1276                                                                                                | Nijō Tameuchi                                                                                           | Shokushūi wakashū      | 続拾遺和歌集   |
| 21         | 13         | 13         | de 1301                                                                                                | Nijō Tameyo                                                                                             | Shingosen wakashū      | 新後撰和歌集   |
| 21         | 13         | 13         | 1312-1313                                                                                              | Kyōgoku Tamekane (aussi appelé Fujiwara no Tamekane)                                                    | Gyokuyō wakashū        | 玉葉和歌集     |
| 21         | 13         | 13         | de 1320                                                                                                | Nijō Tameyo                                                                                             | Shokusenzai wakashū    | 続千載和歌集   |
| 21         | 13         | 13         | de 1326                                                                                                | Nijō Tamefuji, Nijō Tamesada                                                                            | Shokugoshūi wakashū    | 続後拾遺和歌集 |
| 21         | 13         | 13         | 1344-1349                                                                                              | Empereur Kōgon                                                                                          | Fūga wakashū           | 風雅和歌集     |
| 21         | 13         | 13         | 1356-1359                                                                                              | Nijō Tamesada                                                                                           | Shinsenzai wakashū     | 新千載和歌集   |
| 21         | 13         | 13         | 1363-1364                                                                                              | Nijō Tamesada, Ton'a                                                                                    | Shinshūi wakashū       | 新拾遺和歌集   |
| 21         | 13         | 13         | 1375-1384                                                                                              | Nijō Tametō, Nijō Tameshige                                                                             | Shingoshūi wakashū     | 新後拾遺和歌集 |
| 21         | 13         | 13         | 1433-1439                                                                                              | Asukai Masayo                                                                                           | Shinshokukokin wakashū | 新続古今和歌集 |

* Période de temps entre la commande impériale et l'achèvement des commandes